# Министерство по охране окружающей среды Израиля
Министерство по охране окружающей среды Израиля (ивр.  המשרד להגנת הסביבה‎) — правительственное учреждение, созданное в 1988 году и ответственное за выработку комплекса мер по охране природы Израиля.

## История возникновения министерства
По инициативе Игаля Алона в 1973 году было создано управление по охране окружающей среды в министерстве премьер-министра Голды Меир. В 1976 году, управление передано под контроль Министерства внутренних дел Израиля, а в 1988 году по решению правительства создано отдельное министерство по улучшению окружающей среды Израиля. Первым министром был назначен Рони Мило. В июне 2006 года переименовано в Министерство по охране окружающей среды Израиля.

В подчинении у министерства находятся несколько управлений:
- Управление природы и национальных парков
- Компания по услугам в области охраны природы
- Управление по охране реки Яркон
- Управление по охране реки Кишон
- Правительственная компания им. Ариэля Шарона (Аялон)

Министерство по охране окружающей среды занимается множеством вопросов, так или иначе связанных с защитой природы Израиля. Среди важных законов, проведённых по инициативе министерства, можно выделить правительственный закон по охране пляжей в Израиле, запрещающий строить здания на расстоянии, не превышающем  100 метров от побережья; перевод электростанции Рединг на использование природного газа; закон о переработке пустой тары и т. д.

## Министры по охране окружающей среды
| Имя            | Года                    | Партия         |
| -------------- | ----------------------- | -------------- |
| Рони Мило      | 22.12.1988 — 07.03.1990 | Ликуд          |
| Рафаэль Эдри   | 07.03.1990 — 15.03.1990 | Авода          |
| Ицхак Шамир    | 15.03.1990 — 13.07.1992 | Ликуд          |
| Ора Намир      | 13.07.1992 — 21.12.1992 | Авода          |
| Йоси Сарид     | 21.12.1992 — 18.06.1996 | Мерец          |
| Рафаэль Эйтан  | 18.06.1996 — 06.07.1999 | Цомет          |
| Далия Ицик     | 06.07.1999 — 07.03.2001 | Единый Израиль |
| Цахи Ханегби   | 07.03.2001 — 28.02.2003 | Ликуд          |
| Иехудит Наот   | 28.02.2003 — 17.10.2004 | Шинуй          |
| Илан Шальги    | 29.11.2004 — 4.12.2004  | Шинуй          |
| Шалом Симхон   | 10.01.2005 — 23.11.2005 | Авода          |
| Гидеон Эзра    | 18.01.2006 — 31.03.2009 | Ликуд Кадима   |
| Гилад Эрдан    | 31.03.2009 — 18.03.2013 | Ликуд          |
| Амир Перец     | 18.03.2013 — 09.11.2014 | Ха-Тнуа        |
| Ави Габай      | 14.05.2015 — 31.05.2016 | Кулану         |
| Зеэв Элькин    | 01.08.2016 — 17.05.2020 | Ликуд          |
| Гила Гамлиэль  | 17.05.2020 — 13.06.2021 | Ликуд          |
| Тамар Зандберг | 13.06.2021 — 29.12.2022 | Мерец          |
| Идит Сильман   | 29.12.2022 —            | Ликуд          |